# トーマス・E・フランクリン

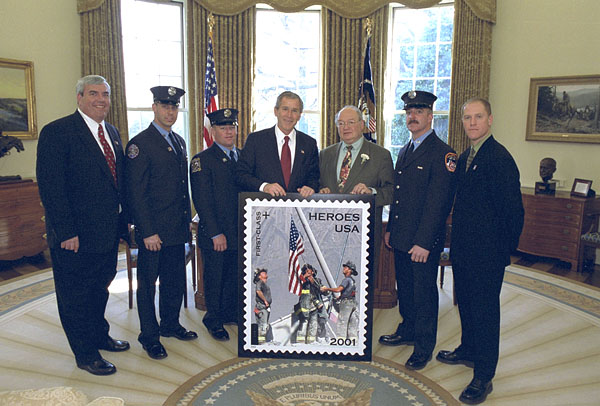
2002年3月11日にホワイトハウスで催された記念切手の除幕式。切手には代表作「Raising the Flag at Ground Zero」が使用されている。中央はジョージ・W・ブッシュ大統領、右から1人目がフランクリン。

トーマス・E・フランクリン（Thomas E. Franklin, 1966年 -）は、アメリカ合衆国の写真家。

## 来歴
2001年9月11日のアメリカ同時多発テロ事件後の世界貿易センタービル近辺で、3人の消防士がアメリカ国旗を掲げる状況を撮影した、「Raising the Flag at Ground Zero（グラウンドゼロでの国旗掲揚）」の撮影者として知られている。
1988年にニューヨーク州立大学パーチェス校を卒業後、ベルゲン・レコード紙の理事会の一員兼記者になる。フランクリンは「Raising the Flag at Ground Zero」を午後5時ごろ、望遠レンズつきのデジタルカメラで撮影した。撮影地点は、ウェストサイド・ハイウェイをまたぎ、世界貿易センタービルと世界金融センタービルをつなぐ歩道橋からである。フランクリンの証言によると、消防士はここから約150ヤード（137メートル）ほどの離れた場所におり、路面からは約20フィート（6メートル）の高さの地点だったという。ここから約100ヤード（91メートル）はなれた地点に倒壊したビルの瓦礫があった。
フランクリンは、この後の撮影もあり、撮影した80枚の写真の記録を削除したが、これらの中には倒壊前の世界貿易センタービルの写真が含まれていたと証言している。
現在、ベルゲン・レコード（ニュージャージー州の地方紙）記者、モントクレア州立大学コミュニケーションメディア学部准教授を務めている。